# Corbeil-Essonnes
Corbeil-Essonnes é uma comuna francesa, que fica no departamento do Essonne na região de Île-de-France situada a 28km a sudeste de Paris.

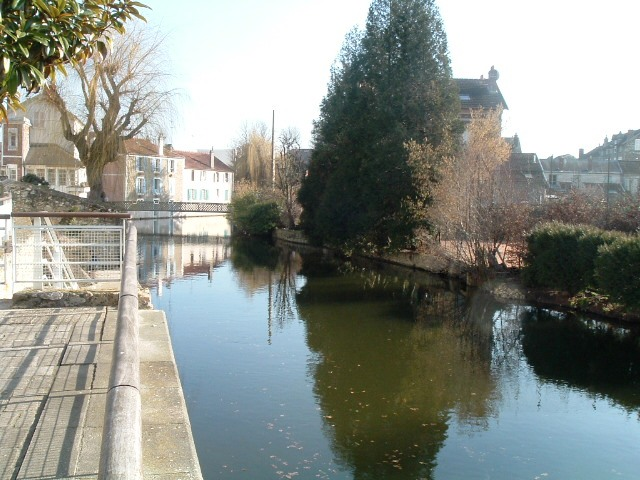
O rio Essonne em Corbeil-Essonnes

## História
No século XIX, Corbeil-Essonnes era eum importante centro da indústria da farinha. Também teve importantes fábricas de papel.